# Surtshellir

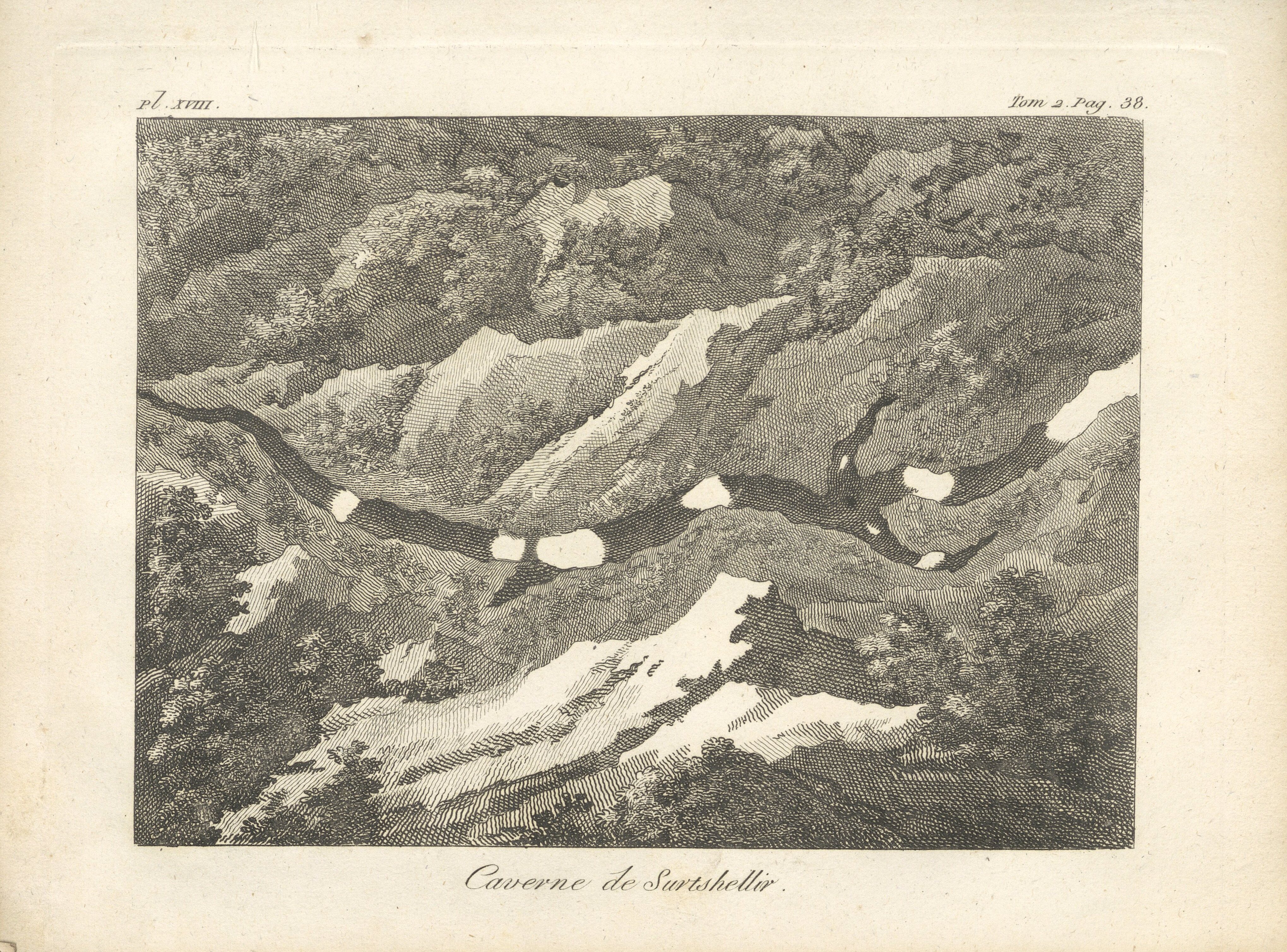
Plan jaskini według Ólafssona i Pálssona

Surtshellir – jaskinia lawowa w polu lawowym Hallmundarhraun w zachodniej Islandii.

## Nazwa
Nazwa jaskini Surtshellir pochodzi od Surtra, mitycznego olbrzyma, boga ognia, którego ogień zniszczy światy na koniec Ragnarök .

## Opis
Surtshellir leży w polu lawowym Hallmundarhraun w regionie Borgarfjörður w zachodniej Islandii , w Zachodniej Strefie Wulkanicznej (ang. West Volcanic Zone, WVZ). Hallmundarhraun – największe pole lawowe w zachodniej Islandii – powstało wskutek wypływu lawy z kraterów na krańcach Langjökull. Erupcja ta miała miejsce w pierwszych dziesięcioleciach X wieku. Na terenie pola znajduje się 20 jaskiń lawowych .
Surtshellir jest częścią systemu Surtshellir-Stefánshellir-Hulduhellir, który rozciąga się na ok. 5 km . Surtshellir liczy ok. 1,6 km długości, tworząc pojedynczy tunel wysoki na 10–15 m i szeroki na 9-13 m . Po ok. 90 m w sklepieniu jaskini znajduje się otwór . Po 250 m tunel, na wysokości ok. 5–6 m, przecinają dwa korytarze – Beinahellir i Vígishellir – gdzie znaleziono ślady bytności wikingów .

## Historia
Według Stefánssona i Stefánsdóttr (2016) Surtshellir jest po raz pierwszy wzmiankowana w poemacie Hallmundarkviða w sadze Bergbúaþáttur. Następnie także w sagach Hellismannasaga i Sturlunga. Inne źródła podają, że pierwsza wzmianka o jaskini pochodzi z Landnámabók .
Surtshellir została po raz pierwszy zbadana w 1753 roku przez islandzkich przyrodników Eggerta Ólafssona (1726–1768) i Bjarniego Pálssona (1719–1779), którzy odnotowali w jaskini obecność połamanych kości, ułożonych w stos i opisali kryształy lodowe w jej dolnej części.
W 1818 roku Surtshellir odwiedził szkocki misjonarz Ebenezer Henderson (1784–1858). W latach 1835–1836 rysownik francuskiej wyprawy Josepha Paula Gaimarda (1796–1858) – Auguste Mayer (1805–1890) – wykonał cztery szkice jaskini.
W 1860 roku dokładny opis jaskini sporządzili Wilhelm Thierry Preyer (1841–1897) i Ferdinand Zirkel (1838–1912), którzy odnotowali występowanie stalaktytów lawowych i pobrali próbki kosci.
Na przestrzeni XIX i XX wieku jaskinia była regularnie odwiedzana, a odwiedzający zabierali ze sobą na pamiątkę kości i fragmenty formacji. Według Stefánssona i Stefánsdóttr (2016) z szacunkowych ok. 750–800 stalagmitów żaden się nie ostał.

## Archeologia
Pierwsze badania archeologiczne przeprowadzili w 2001 roku Kevin P. Smith, kustosz Haffenreffer Museum of Anthropology na Uniwersytecie Browna i Guðmundur Ólafsson, archeolog z Narodowego Muzeum Islandii . Przebadano wówczas stos kości w Vígishellir i odkryto pozostałości kamiennego muru z okresu Wikingów w korytarzu głównym . Kolejne prace prowadzono w latach 2012–2013, odnajdując koraliki w kolorach zielonym, niebieskim i żółtym, oraz ołowiane odważniki . W korytarzu Vígishellir odkryto również kamienną strukturę, kształtem przypominającą łódź .
Według Smitha w jaskini przeprowadzano rytuały mające na celu trzymanie Surtra z daleka lub też oddawanie czci bogu Frejrowi, oponentowi Surtra . Według Ólafssona natomiast jaskinia mogła być schronieniem dla banitów, jednakże nie ma jeszcze jasnej odpowiedzi do czego służyła .